# Зелений вогник
«Зелений вогник» (рос. «Зелёный огонёк») — радянський чорно-білий художній фільм 1964 року, знятий на кіностудії «Мосфільм».

## Сюжет
Веселий хлопець Сергій Кузнецов йде на роботу таксистом в таксомоторний парк і отримує «Москвич», який доживає останні дні перед списанням. Відправившись в свою першу поїздку по улюбленому місту, Сергій намагається допомагати оточуючим і робити свою роботу сумлінно. Йому належить зустріти багато різних людей, і в кожному він буде намагатися знайти щось хороше. «Москвич» є повноцінним персонажем фільму — зі своїм характером, вчинками та репліками.

## У ролях
- Олексій Кузнецов —  Сергій Кузнецов
- Світлана Савьолова —  Іра Савьолова
- Анатолій Папанов —  Борис Іванович Жмуркін, таксист
- Тетяна Бєстаєва —  Олена, наречена Коржикова
- Іван Рижов —  Василь Степанович, відряджений
- Всеволод Санаєв —  пенсіонер
- Володимир Раутбарт —  грузинський учений
- В'ячеслав Невинний —  Віхарєв, відряджений
- Василь Ліванов —  Олег Миколайович Коржиков, заступник головного хірурга
- Зоя Федорова —  завідувачка Салону для молодят
- Еммануїл Геллер —  дідусь Шурика і Юрика
- Анна Бордьє —  Ніколь, французька студентка
- Жан-Марк Бордьє —  Бернар, французький студент
- Зиновій Гердт —  озвучує «Москвич-407Т»
- Володимир Піцек —  пасажир, який втратив дружину
- Валентина Березуцькая —  тітка Настя, таксистка
- Світлана Коновалова —  диспетчер таксопарку
- Микола Сімкін —  старшина ДАІ
- Валеріан Виноградов —  таксист
- Валентина Куценко —  пасажирка
- Дая Смирнова —  продавчиня в квітковому магазині
- В'ячеслав Гостинський —  невдаха-закоханий
- Анатолій Касапов —  таксист
- Надія Самсонова —  продавчиня в Салоні для молодят
- Віктор Гераскін —  автоінспектор
- Оксана Левінсон —  пасажирка-абітурієнтка
- Валентина Хмара —  медсестра
- Маргарита Жарова —  продавчиня в Салоні для молодят
- Анатолій Обухов —  співробітник Салону для молодят
- Світлана Дружиніна — епізод
- Ніна Агапова —  ветеринарка'

## Знімальна група
- Авторка сценарію —  Валентина Спіріна
- Режисер-постановник —  Віллен Азаров
- Головний оператор —  Віктор Листопадов
- Художник —  Василь Щербак
- Режисер —  Федір Солуянов
- Звукооператор — Борис Зуєв
- Композитор —  Олександр Флярковський
- Диригент —  Емін Хачатурян
- Монтаж — Лідія Лисенкова
- Грим — Людмила Баскакова
- Костюми —  Наталія Фірсова
- Редакторка —  Аїда Рєпіна
- Оператор комбінованих зйомок —  Ігор Феліцин
- Асистенти:

Режисера — Л. Кельштейн
Оператора —  Борис Кочеров,  Роман Цурцумія
- Директор картини —  Наум Поляк